# Crawling
"Crawling" je pjesma nu metal sastava Linkin Park s njihova debitantskog albuma Hybrid Theory iz 2000. godine. Pjesma je objavljena kao drugi singl 2000. i osvojila je "Grammy" za najbolju Hard Rock Izvedbu u 2002. godini. Demoverzija ove pjesme uključuje Mike Shinodin rapp prije posljednjeg refrena.

## Spot
Video je režirao "Brothers Strause". Glavni priča se odvija oko mlade djevojke koja ima problema oko prihvaćanja veoma nesretne veze. Djevojka se zatvara od svijeta što predstavljaju specijalni efekti načinjenih od kristala koji se nalaze oko nje. Na kraju, pucanje kristala, predstavlja njenu pobjedu u borbi s vezom. Spot je na kraju trebao biti mračnog sadržaja, ali je "Warner Brothers" odbio tu ideju.

## Popis pjesama
- "Crawling" (Album Version)
- "Papercut" (Live at the BBC)

## Ljestvica
| Ljestvica                            | Pozicija |
| ------------------------------------ | -------- |
| Kanada                               | 3        |
| SAD. Billboard Hot 100               | 2        |
| SAD Billboard Pop 100                | 2        |
| SAD Billboard Modern Rock Tracks     | 7        |
| SAD Billboard Mainstream Rock Tracks | 4        |
| Europska Hot 100                     | 7        |
| ARC Weekly Top 40                    | 10       |
| Irska                                | 2        |
| Velika Britanija                     | 2        |
| Austrija Top 75                      | 5        |
| United World Chart                   | 1        |
| Švicarska Top 100                    | 20       |
| Njemačka Top 100                     | 23       |
| Nizozemska Top 40                    | 25       |
| Poljska                              | 39       |
| Hot 100 Brazil                       | 52       |

## Vanjske poveznice
- Crawling official lyrics  Arhivirana inačica izvorne stranice od 25. rujna 2008. (Wayback Machine)
- Crawling offical music video  Arhivirana inačica izvorne stranice od 16. veljače 2021. (Wayback Machine) (FLV File)
- Crawling Live video on YouTube